# El Llobregat (revista)
El Llobregat és una revista mensual, privada i gratuïta catalana especialitzada en la informació local i comarcal del Baix Llobregat i L'Hospitalet de Llobregat. Té la redacció a Sant Boi de Llobregat. Està publicada en català i en castellà, i es difon encartada amb La Vanguardia, als principals eixos comercials i als Caprabo del Baix Llobregat i L'Hospitalet de Llobregat.

## Història

### Antecedents
En els anys vuitanta, en plena competència amb El País, El Periódico descobreix la necessitat d'informar els lectors sobre el que passa a les diferents localitats i comarques d'una manera més propera. L'any 1982, El País instal·la una redacció a Barcelona. El Periódico, per la seva part decideix llençar una sèrie d'edicions locals i comarcals, entre elles El Periódico del Llobregat, una edició del Baix Llobregat i L'Hospitalet.
Aquesta estratègia editorial va durar del 1982 al 1985. El Periódico decideix tancar aquesta edició un cop aconseguit l'augment de les vendes al territori, però aquesta breu experiència va tenir tan bona acollida que nous projectes periodístics es van encarregar de fer arribar als lectors informacions centrades i properes sobre els municipis i comarques de Catalunya. La revista El Llobregat recull el relleu del primer El Llobregat (publicat el 1986) i Tribuna (1996).

### Primers anys i actualitat
Més recentment, en 2006, l'advocat i editor Xavier Pérez Llorca registra i funda l'actual capçalera de El Llobregat, com a mitjà de comunicació comarcal amb redacció a Sant Boi de Llobregat.
El Llobregat té una capçalera generalista: notícies i seccions dedicades a l'economia i política de la comarca; encara que també trobem seccions més enfocades a l'entreteniment. La part més important de la publicació són els reportatges i els entrevistis en profunditat de diferents personatges destacats. D'altra banda, l'aposta de la web és tenir notícies d'actualitat diàries centrades en el que passa en el Baix. La web es va crear l'any 2010 i va ser Andrés Durán, el responsable d'informàtica i xarxes socials de la publicació, qui va dirigir la incursió i l'impuls de la web a la comarca.
En 2013 s'incorpora, com a director de la revista, el periodista Imanol Crespo, càrrec que va exercir fins a maig de 2018. Durant aquests anys, i amb l'assessorament del periodista i professor Joan Carles Valero (BCN Content Factory), El Llobregat es converteix en el mitjà escrit de referència al Baix Llobregat i L'Hospitalet.
Al setembre de 2016, la publicació arriba a un acord de distribució amb La Vanguardia: el primer divendres de cada mes El Llobregat es reparteix juntament amb l'exemplar de La Vanguardia, el diari líder de Catalunya.
En maig de 2018, Francisco Javier Rodríguez substitueix en la direcció a Imanol Crespo, donant continuïtat al model de la capçalera, sense oblidar-se’n de la revista digital i les xarxes socials. I en abril de 2020, es fa càrrec de la direcció el també periodista Xavier Adell.

## Premis i reconeixements
L'any 2016, la publicació va ser guardonada com a Millor Publicació Gratuïta d'Espanya als XX Premis de l'Associació Espanyola d'Editorials de Publicacions Periòdiques (AEEPP Arxivat 2020-08-25 a Wayback Machine.).
Al juny del mateix any, un estudi presentat al congrés "El Baix Llobregat a Debat", senyalava a El Llobregat com un dels diaris de referència al Baix Llobregat.

## Altres esdeveniments
La publicació va organitzar els primers Premios El Llobregat de la seva història a l'any 2015, per reconèixer les personalitats i les entitats més destacades del territori. Des de llavors se celebra de manera anual, amb un total de 18 nominats i 6 premiats en cada edició.
En desembre de 2019, El Llobregat va celebrar la primera edició del torneig internacional d'escacs El Llobregat Open Chess Tournament, on van participar més de 200 jugadors de quaranta països. El GM indi Narayanan SL es va alçar amb la victòria en aquesta edició.